# مالوین
مالوین (به انگلیسی: Malvin) یک ترکیب شیمیایی با شناسه پاب‌کم ۴۴۱۷۶۵ است. شکل ظاهری این ترکیب، پودر آبی مایل به قرمز، بی بو است.